# Leucauge lamperti
Leucauge lamperti är en spindelart som beskrevs av Embrik Strand 1907. Leucauge lamperti ingår i släktet Leucauge och familjen käkspindlar.
Artens utbredningsområde är Sri Lanka. Inga underarter finns listade i Catalogue of Life.